# Лінчевський Олександр Валерійович
Олекса́ндр Вале́рійович Лінче́вський (16 квітня 1998 — 11 вересня 2019) — матрос Збройних сил України, учасник російсько-української війни.

## Життєпис
Народився 1998 року в селі Матусів (Шполянський район, Черкаська область). Походив з багатодітної родини, був наймолодшою дитиною у батьків. Навчався у матусівській школі № 2. Закінчив Звенигородський центр підготовки і перепідготовки робітничих кадрів (у селі Козацьке). Пройшов строкову службу; якийсь час працював на будівництві у Києві.
24 квітня 2018 року підписав контракт із ВМС; матрос, стрілець-помічник гранатометника десантно-штурмової роти 1-го батальйону 36-ї бригади.
11 вересня 2019-го загинув перед опівніччю поблизу села Павлопіль під час ворожого обстрілу зі стрілецької зброї та великокаліберних кулеметів, яким терористи прикривали роботу свого снайпера. Внаслідок обстрілу двоє морських піхотинців зазнали кульових поранень у голову та шию, вони померли під час медичної евакуації — Олександр Лінчевський та прапорщик Микола Обуховський — намагався витягти з-під обстрілу Олександра.
Відбулося прощання у Маріуполі, 14 вересня 2019 року похований на Алеї Слави в селі Матусів.
Без Олександра лишились батьки, брат й чотири сестри.

## Нагороди та вшанування
- Указом Президента України № 804/2019 від 5 листопада 2019 року за «особисту мужність і самовідданість, виявлені під час бойових дій, зразкове виконання військового обов'язку» нагороджений орденом «За мужність» III ступеня (посмертно)[4].